# Umbrărești-Deal, Galați
Umbrărești-Deal este un sat în comuna Umbrărești din județul Galați, Moldova, România.
Localitatea este înființată în 1933, când se numea Generalul Eremia Grigorescu, dependent de comuna Umbrărești, pentru ca în 1950 să primească numele de Vasile Roaită. Prin Legea nr. 35 din 18 mai 1996 (MO nr. 102, 29 mai 1996) primește denumirea Umbrărești-Deal.
 Acest articol despre o localitate din județul Galați este deocamdată un ciot. Puteți ajuta Wikipedia prin completarea lui.